# Fredrik Johan Wiik
Fredrik Johan Wiik, également connu sous le nom de FJ Wiik, (16 décembre 1839 à Helsinki - 15 juin 1909 à Kerava) est un géologue et minéralogiste finlandais. 

## Biographie
Wiik est le fils du célèbre architecte finlandais Jean Wik et de Gustafva Fredrika Meijer.
En 1877, il est nommé premier professeur de géologie et de minéralogie à l'Université impériale Alexandre de Finlande, où il a comme étudiants Jakob Sederholm et Wilhelm Ramsay . Il est également le premier scientifique en Finlande à utiliser un microscope pétrographique.
Wiik est mort en 1909, lors d'une expédition géologique ; son corps est retrouvé tenant son marteau de géologue. Le minéral wiikite porte son nom.